# EHF European Cup der Frauen 2022/23
Am EHF European Cup 2022/23 nahmen 59 Handball-Vereinsmannschaften teil, die sich in der vorangegangenen Saison in ihren Heimatländern für den Wettbewerb qualifiziert hatten. Die dritte Austragung des Wettbewerbs gewann die türkische Mannschaft von Antalya Konyaaltı BSK.

## Runde 1
Die erste Runde wurde nicht ausgetragen.

## Runde 2
An der zweiten Runde nahmen 54 Mannschaften teil. Die Gewinner wurden in einem Hin- und Rückspiel ermittelt.

### Qualifizierte Teams
| - WAT Atzgersdorf - SC Ferlach - UHC Stockerau - roomz JAGS WV - Azeryol HK - ChK Bjala - ŽRK Borac - HŽRK Grude - Cyview Developers Latsia Nicosia - DHC Slavia Prag - CB Elche - BM Gijón - Dicken - H71 - Anagennisi Artas - O.F.N. IONIAS - GAS Kamaterou - AC PAOK - A.E.S.H. Pylea - KA/Þór - Valur Reykjavík - ÍBV Vestmannaeyja - Holon HC - Maccabi Arazim Ramat gan - Ali-Best Espresso-Mestrino - SSV Brixen Südtirol - HC Cassa Rurale Pontinia | - Jomi Salerno - KHF Ferizaj - KHF Istogu - HB Dudelange - Handball Käerjeng - ŽRK Kumanovo - ŽRK Metalurg - ŽRK Čair Skopje - ŽRK Gjorče Petrov - Cabooter Handbal Venlo - JuRo Unirek/VZV - Westfriesland SEW - HV Quintus - Eurobud JKS Jarosław - KPR Gminy Kobierzyce - Alavarium/Love Tiles - Benfica Lissabon - Madeira Andebol SAD - ADA de São Pedro do Sul - ŽRK Naisa Niš - HC DAC Dunajská Streda - IUVENTA Michalovce - LUGI HF - Yellow Winterthur - LK Zug Handball - Ankara Yenimahalle BSK - Antalya Konyaaltı BSK |

### Ausgeloste Spiele und Ergebnisse
| Mannschaft 1                                         | Mannschaft 2                                               | Hinspiel             | Rückspiel                     | Gesamt  |
| ---------------------------------------------------- | ---------------------------------------------------------- | -------------------- | ----------------------------- | ------- |
| Jomi Salerno Manojlovic 12                           | Ankara Yenimahalle BSK Baş 14                              | 15.10.2022 18:30 Uhr | 16.10.2022 18:30 Uhr          | 56 : 57 |
| Jomi Salerno Manojlovic 12                           | Ankara Yenimahalle BSK Baş 14                              | 34 : 33 (17 : 18)    | 22 : 24 (13 : 11)             | 56 : 57 |
| Jomi Salerno Manojlovic 12                           | Ankara Yenimahalle BSK Baş 14                              | 100 Zuschauer        | 150 Zuschauer                 | 56 : 57 |
| ŽRK Gjorče Petrov Rizoska 11                         | KA/Þór Jónsdóttir, Soares Baliana je 10                    | 07.10.2022 21:30 Uhr | 08.10.2022 21:30 Uhr          | 54 : 43 |
| ŽRK Gjorče Petrov Rizoska 11                         | KA/Þór Jónsdóttir, Soares Baliana je 10                    | 20 : 20 (11 : 07)    | 34 : 23 (16 : 08)             | 54 : 43 |
| ŽRK Gjorče Petrov Rizoska 11                         | KA/Þór Jónsdóttir, Soares Baliana je 10                    | 348 Zuschauer        | 511 Zuschauer                 | 54 : 43 |
| LK Zug Handball Estermann 8                          | HC Cassa Rurale Pontinia Crosta 10                         | 15.10.2022 18:00 Uhr | 16.10.2022 13:00 Uhr          | 58 : 51 |
| LK Zug Handball Estermann 8                          | HC Cassa Rurale Pontinia Crosta 10                         | 26 : 27 (10 : 14)    | 32 : 24 (14 : 12)             | 58 : 51 |
| LK Zug Handball Estermann 8                          | HC Cassa Rurale Pontinia Crosta 10                         | 300 Zuschauer        | 200 Zuschauer                 | 58 : 51 |
| HC DAC Dunajská Streda Bízik 12                      | Valur Reykjavík Eradze 11                                  | 08.10.2022 20:00 Uhr | 09.10.2022 20:00 Uhr          | 53 : 57 |
| HC DAC Dunajská Streda Bízik 12                      | Valur Reykjavík Eradze 11                                  | 29 : 26 (13 : 13)    | 24 : 31 (13 : 13)             | 53 : 57 |
| HC DAC Dunajská Streda Bízik 12                      | Valur Reykjavík Eradze 11                                  | 300 Zuschauer        | 350 Zuschauer                 | 53 : 57 |
| Eurobud JKS Jarosław Nestsiaruk 11                   | Cabooter Handbal Venlo Grummel 16                          | 08.10.2022 17:00 Uhr | 15.10.2022 19:00 Uhr          | 63 : 59 |
| Eurobud JKS Jarosław Nestsiaruk 11                   | Cabooter Handbal Venlo Grummel 16                          | 27 : 29 (14 : 15)    | 36 : 30 (16 : 11)             | 63 : 59 |
| Eurobud JKS Jarosław Nestsiaruk 11                   | Cabooter Handbal Venlo Grummel 16                          | 320 Zuschauer        | 550 Zuschauer                 | 63 : 59 |
| Yellow Winterthur Grozdanovska 13                    | IUVENTA Michalovce Kompanyez 13                            | 15.10.2022 18:00 Uhr | 16.10.2022 16:00 Uhr          | 47 : 48 |
| Yellow Winterthur Grozdanovska 13                    | IUVENTA Michalovce Kompanyez 13                            | 22 : 23 (11 : 09)    | 25 : 25 n.S. (21 : 20; 11:09) | 47 : 48 |
| Yellow Winterthur Grozdanovska 13                    | IUVENTA Michalovce Kompanyez 13                            | 358 Zuschauer        | 259 Zuschauer                 | 47 : 48 |
| ŽRK Kumanovo Velichkovska 13                         | Maccabi Arazim Ramat gan Chawronina 14                     | 10.10.2022 18:00 Uhr | 11.10.2022 18:00 Uhr          | 48 : 69 |
| ŽRK Kumanovo Velichkovska 13                         | Maccabi Arazim Ramat gan Chawronina 14                     | 25 : 26 (14 : 15)    | 23 : 43 (13 : 21)             | 48 : 69 |
| ŽRK Kumanovo Velichkovska 13                         | Maccabi Arazim Ramat gan Chawronina 14                     | 200 Zuschauer        | 200 Zuschauer                 | 48 : 69 |
| ŽRK Borac Tintor 13                                  | Cyview Developers Latsia Nicosia Solea, Ecaterinescu je 11 | 07.10.2022 19:00 Uhr | 09.10.2022 17:00 Uhr          | 79 : 38 |
| ŽRK Borac Tintor 13                                  | Cyview Developers Latsia Nicosia Solea, Ecaterinescu je 11 | 41 : 17 (21 : 07)    | 38 : 21 (16 : 09)             | 79 : 38 |
| ŽRK Borac Tintor 13                                  | Cyview Developers Latsia Nicosia Solea, Ecaterinescu je 11 | 1200 Zuschauer       | 550 Zuschauer                 | 79 : 38 |
| AC PAOK Chatziparasidou 13                           | ŽRK Metalurg Božinovska 13                                 | 08.10.2022 15:00 Uhr | 15.10.2022 16:30 Uhr          | 57 : 37 |
| AC PAOK Chatziparasidou 13                           | ŽRK Metalurg Božinovska 13                                 | 26 : 17 (11 : 07)    | 31 : 20 (17 : 11)             | 57 : 37 |
| AC PAOK Chatziparasidou 13                           | ŽRK Metalurg Božinovska 13                                 | 200 Zuschauer        | 60 Zuschauer                  | 57 : 37 |
| roomz JAGS WV Krautwaschl 17                         | Azeryol HK Bayramova 12                                    | 08.10.2022 19:00 Uhr | 09.10.2022 17:00 Uhr          | 56 : 54 |
| roomz JAGS WV Krautwaschl 17                         | Azeryol HK Bayramova 12                                    | 31 : 25 (14 : 13)    | 25 : 29 (13 : 13)             | 56 : 54 |
| roomz JAGS WV Krautwaschl 17                         | Azeryol HK Bayramova 12                                    | - Zuschauer          | 60 Zuschauer                  | 56 : 54 |
| Anagennisi Artas Metelska 12                         | ChK Bjala Babyj 19                                         | 15.10.2022 18:00 Uhr | 16.10.2022 14:00 Uhr          | 53 : 47 |
| Anagennisi Artas Metelska 12                         | ChK Bjala Babyj 19                                         | 21 : 21 (10 : 11)    | 32 : 26 (19 : 15)             | 53 : 47 |
| Anagennisi Artas Metelska 12                         | ChK Bjala Babyj 19                                         | 550 Zuschauer        | 520 Zuschauer                 | 53 : 47 |
| GAS Kamaterou Vasileiou 14                           | HV Quintus van der Zeijden 14                              | 15.10.2022 19:00 Uhr | 16.10.2022 16:00 Uhr          | 35 : 73 |
| GAS Kamaterou Vasileiou 14                           | HV Quintus van der Zeijden 14                              | 18 : 38 (10 : 18)    | 17 : 35 (11 : 16)             | 35 : 73 |
| GAS Kamaterou Vasileiou 14                           | HV Quintus van der Zeijden 14                              | 350 Zuschauer        | 300 Zuschauer                 | 35 : 73 |
| KHF Istogu Dinarica 16                               | ŽRK Čair Skopje Gulicoska 15                               | 15.10.2022 17:00 Uhr | 16.10.2022 17:00 Uhr          | 60 : 66 |
| KHF Istogu Dinarica 16                               | ŽRK Čair Skopje Gulicoska 15                               | 34 : 33 (17 : 14)    | 26 : 33 (12 : 16)             | 60 : 66 |
| KHF Istogu Dinarica 16                               | ŽRK Čair Skopje Gulicoska 15                               | 500 Zuschauer        | 600 Zuschauer                 | 60 : 66 |
| Holon HC Petković 11                                 | DHC Slavia Prag Míšová 12                                  | 14.10.2022 17:30 Uhr | 15.10.2022 18:30 Uhr          | 36 : 71 |
| Holon HC Petković 11                                 | DHC Slavia Prag Míšová 12                                  | 21 : 41 (10 : 21)    | 15 : 30 (03 : 16)             | 36 : 71 |
| Holon HC Petković 11                                 | DHC Slavia Prag Míšová 12                                  | 150 Zuschauer        | 103 Zuschauer                 | 36 : 71 |
| HB Dudelange Wirtz, Pratelli je 8                    | WAT Atzgersdorf Tesche 9                                   | 08.10.2022 15:00 Uhr | 09.10.2022 13:00 Uhr          | 40 : 41 |
| HB Dudelange Wirtz, Pratelli je 8                    | WAT Atzgersdorf Tesche 9                                   | 22 : 19 (13 : 08)    | 18 : 22 (09 : 12)             | 40 : 41 |
| HB Dudelange Wirtz, Pratelli je 8                    | WAT Atzgersdorf Tesche 9                                   | 150 Zuschauer        | 120 Zuschauer                 | 40 : 41 |
| LUGI HF Gulldén 15                                   | Westfriesland SEW Veltrop 13                               | 08.10.2022 14:00 Uhr | 15.10.2022 19:00 Uhr          | 60 : 54 |
| LUGI HF Gulldén 15                                   | Westfriesland SEW Veltrop 13                               | 31 : 23 (16 : 11)    | 29 : 31 (16 : 17)             | 60 : 54 |
| LUGI HF Gulldén 15                                   | Westfriesland SEW Veltrop 13                               | 312 Zuschauer        | 800 Zuschauer                 | 60 : 54 |
| H71 Mittún 11                                        | SC Ferlach Prevendar 15                                    | 14.10.2022 19:00 Uhr | 15.10.2022 19:00 Uhr          | 59 : 43 |
| H71 Mittún 11                                        | SC Ferlach Prevendar 15                                    | 30 : 23 (16 : 12)    | 29 : 20 (15 : 09)             | 59 : 43 |
| H71 Mittún 11                                        | SC Ferlach Prevendar 15                                    | 500 Zuschauer        | 400 Zuschauer                 | 59 : 43 |
| HŽRK Grude Lovrić 13                                 | ADA de São Pedro do Sul Araújo João 20                     | 13.10.2022 21:00 Uhr | 15.10.2022 19:00 Uhr          | 59 : 74 |
| HŽRK Grude Lovrić 13                                 | ADA de São Pedro do Sul Araújo João 20                     | 28 : 39 (13 : 24)    | 31 : 35 (11 : 18)             | 59 : 74 |
| HŽRK Grude Lovrić 13                                 | ADA de São Pedro do Sul Araújo João 20                     | 400 Zuschauer        | 600 Zuschauer                 | 59 : 74 |
| KPR Gminy Kobierzyce Kozioł 16                       | KHF Ferizaj Kelmendi 10                                    | 08.10.2022 16:00 Uhr | 09.10.2022 18:00 Uhr          | 85 : 32 |
| KPR Gminy Kobierzyce Kozioł 16                       | KHF Ferizaj Kelmendi 10                                    | 47 : 21 (23 : 05)    | 38 : 11 (19 : 04)             | 85 : 32 |
| KPR Gminy Kobierzyce Kozioł 16                       | KHF Ferizaj Kelmendi 10                                    | 374 Zuschauer        | 395 Zuschauer                 | 85 : 32 |
| Antalya Konyaaltı BSK Öztürk 12                      | A.E.S.H. Pylea Argiropoulou 14                             | 14.10.2022 17:00 Uhr | 16.10.2022 14:00 Uhr          | 65 : 50 |
| Antalya Konyaaltı BSK Öztürk 12                      | A.E.S.H. Pylea Argiropoulou 14                             | 31 : 27 (17 : 11)    | 34 : 23 (15 : 08)             | 65 : 50 |
| Antalya Konyaaltı BSK Öztürk 12                      | A.E.S.H. Pylea Argiropoulou 14                             | 450 Zuschauer        | 450 Zuschauer                 | 65 : 50 |
| Benfica Lissabon Borschtschenko 10                   | UHC Stockerau Hart, Mauler je 8                            | 08.10.2022 16:00 Uhr | 09.10.2022 12:00 Uhr          | 72 : 40 |
| Benfica Lissabon Borschtschenko 10                   | UHC Stockerau Hart, Mauler je 8                            | 35 : 19 (17 : 12)    | 37 : 21 (15 : 11)             | 72 : 40 |
| Benfica Lissabon Borschtschenko 10                   | UHC Stockerau Hart, Mauler je 8                            | 419 Zuschauer        | 125 Zuschauer                 | 72 : 40 |
| Alavarium/Love Tiles Oliveira 15                     | Handball Käerjeng Welter 14                                | 08.10.2022 18:00 Uhr | 09.10.2022 17:00 Uhr          | 55 : 43 |
| Alavarium/Love Tiles Oliveira 15                     | Handball Käerjeng Welter 14                                | 29 : 20 (14 : 11)    | 26 : 23 (11 : 10)             | 55 : 43 |
| Alavarium/Love Tiles Oliveira 15                     | Handball Käerjeng Welter 14                                | 150 Zuschauer        | - Zuschauer                   | 55 : 43 |
| JuRo Unirek/VZV van Splunter 10                      | Dicken Peitsaro 12                                         | 08.10.2022 20:00 Uhr | 15.10.2022 16:00 Uhr          | 46 : 39 |
| JuRo Unirek/VZV van Splunter 10                      | Dicken Peitsaro 12                                         | 22 : 13 (12 : 05)    | 24 : 26 (12 : 10)             | 46 : 39 |
| JuRo Unirek/VZV van Splunter 10                      | Dicken Peitsaro 12                                         | 325 Zuschauer        | 323 Zuschauer                 | 46 : 39 |
| CB Elche Delgado 10                                  | ŽRK Naisa Niš Nikolić 15                                   | 15.10.2022 12:00 Uhr | 16.10.2022 11:00 Uhr          | 61 : 47 |
| CB Elche Delgado 10                                  | ŽRK Naisa Niš Nikolić 15                                   | 33 : 23 (18 : 10)    | 28 : 24 (16 : 14)             | 61 : 47 |
| CB Elche Delgado 10                                  | ŽRK Naisa Niš Nikolić 15                                   | 550 Zuschauer        | 350 Zuschauer                 | 61 : 47 |
| Ali-Best Espresso-Mestrino Kyrylowa, Jevremović je 8 | BM Gijón de Andrés Castillo 10                             | 08.10.2022 19:30 Uhr | 15.10.2022 15:00 Uhr          | 36 : 74 |
| Ali-Best Espresso-Mestrino Kyrylowa, Jevremović je 8 | BM Gijón de Andrés Castillo 10                             | 21 : 40 (10 : 21)    | 15 : 34 (07 : 17)             | 36 : 74 |
| Ali-Best Espresso-Mestrino Kyrylowa, Jevremović je 8 | BM Gijón de Andrés Castillo 10                             | 150 Zuschauer        | 300 Zuschauer                 | 36 : 74 |
| Madeira Andebol SAD Duarte, Rodrigues je 10          | SSV Brixen Südtirol Muratović 15                           | 09.10.2022 19:00 Uhr | 15.10.2022 19:00 Uhr          | 56 : 43 |
| Madeira Andebol SAD Duarte, Rodrigues je 10          | SSV Brixen Südtirol Muratović 15                           | 25 : 22 (14 : 14)    | 31 : 21 (17 : 11)             | 56 : 43 |
| Madeira Andebol SAD Duarte, Rodrigues je 10          | SSV Brixen Südtirol Muratović 15                           | 700 Zuschauer        | 500 Zuschauer                 | 56 : 43 |
| O.F.N. IONIAS Krnić 12                               | ÍBV Vestmannaeyja Þrastardóttir 10                         | 15.10.2022 16:00 Uhr | 16.10.2022 16:00 Uhr          | 43 : 47 |
| O.F.N. IONIAS Krnić 12                               | ÍBV Vestmannaeyja Þrastardóttir 10                         | 21 : 20 (11 : 13)    | 22 : 27 (11 : 15)             | 43 : 47 |
| O.F.N. IONIAS Krnić 12                               | ÍBV Vestmannaeyja Þrastardóttir 10                         | 100 Zuschauer        | 110 Zuschauer                 | 43 : 47 |

## Runde 3
An der dritten Runde nahmen 32 Mannschaften teil. Die Gewinner wurden in einem Hin- und Rückspiel ermittelt.

### Qualifizierte Teams
| - WAT Atzgersdorf - roomz JAGS WV - ŽRK Borac - Házená Kynžvart - DHC Slavia Prag - CB Elche - Club Balonmano Atlético Guardés - BM Gijón - H71 - Anagennisi Artas - AC PAOK - Valur Reykjavík - ÍBV Vestmannaeyja - Maccabi Arazim Ramat gan - ŽRK Čair Skopje - ŽRK Gjorče Petrov | - JuRo Unirek/VZV - HV Quintus - Eurobud JKS Jarosław - KPR Gminy Kobierzyce - Alavarium/Love Tiles - Benfica Lissabon - Madeira Andebol SAD - ADA de São Pedro do Sul - ŽORK Jagodina - IUVENTA Michalovce - LUGI HF - LK Zug Handball - Ankara Yenimahalle BSK - Antalya Konyaaltı BSK - İzmir BSB SK - HK Halytschanka Lwiw |

### Ausgeloste Spiele und Ergebnisse
| Mannschaft 1                                | Mannschaft 2                                          | Hinspiel             | Rückspiel            | Gesamt  |
| ------------------------------------------- | ----------------------------------------------------- | -------------------- | -------------------- | ------- |
| ŽRK Čair Skopje Gulicoska 26                | Maccabi Arazim Ramat gan Chawronina 13                | 04.12.2022 18:00 Uhr | 10.12.2022 18:00 Uhr | 61 : 70 |
| ŽRK Čair Skopje Gulicoska 26                | Maccabi Arazim Ramat gan Chawronina 13                | 30 : 33 (13 : 18)    | 31 : 37 (15 : 16)    | 61 : 70 |
| ŽRK Čair Skopje Gulicoska 26                | Maccabi Arazim Ramat gan Chawronina 13                | 1100 Zuschauer       | 350 Zuschauer        | 61 : 70 |
| ŽORK Jagodina Bojičić 12                    | Anagennisi Artas Surhan 13                            | 03.12.2022 19:00 Uhr | 10.12.2022 17:00 Uhr | 53 : 45 |
| ŽORK Jagodina Bojičić 12                    | Anagennisi Artas Surhan 13                            | 22 : 20 (08 : 10)    | 31 : 25 (17 : 08)    | 53 : 45 |
| ŽORK Jagodina Bojičić 12                    | Anagennisi Artas Surhan 13                            | 250 Zuschauer        | 200 Zuschauer        | 53 : 45 |
| roomz JAGS WV Krautwaschl 14                | ŽRK Gjorče Petrov Dukovska 15                         | 10.12.2022 18:00 Uhr | 11.12.2022 18:00 Uhr | 52 : 85 |
| roomz JAGS WV Krautwaschl 14                | ŽRK Gjorče Petrov Dukovska 15                         | 26 : 45 (11 : 21)    | 26 : 40 (08 : 23)    | 52 : 85 |
| roomz JAGS WV Krautwaschl 14                | ŽRK Gjorče Petrov Dukovska 15                         | 400 Zuschauer        | 300 Zuschauer        | 52 : 85 |
| H71 Mittún 16                               | DHC Slavia Prag Weisenbilderová 12                    | 03.12.2022 20:00 Uhr | 04.12.2022 20:00 Uhr | 56 : 53 |
| H71 Mittún 16                               | DHC Slavia Prag Weisenbilderová 12                    | 27 : 29 (16 : 18)    | 29 : 24 (15 : 14)    | 56 : 53 |
| H71 Mittún 16                               | DHC Slavia Prag Weisenbilderová 12                    | 305 Zuschauer        | 337 Zuschauer        | 56 : 53 |
| Valur Reykjavík Ásgeirsdóttir 10            | CB Elche Bernabé Cobos 8                              | 10.12.2022 12:00 Uhr | 11.12.2022 12:00 Uhr | 46 : 48 |
| Valur Reykjavík Ásgeirsdóttir 10            | CB Elche Bernabé Cobos 8                              | 25 : 30 (10 : 16)    | 21 : 18 (15 : 09)    | 46 : 48 |
| Valur Reykjavík Ásgeirsdóttir 10            | CB Elche Bernabé Cobos 8                              | 562 Zuschauer        | 617 Zuschauer        | 46 : 48 |
| HV Quintus van der Helm 13                  | LK Zug Handball Heinzer 18                            | 10.12.2022 17:30 Uhr | 11.12.2022 13:00 Uhr | 52 : 60 |
| HV Quintus van der Helm 13                  | LK Zug Handball Heinzer 18                            | 30 : 34 (17 : 19)    | 22 : 26 (11 : 16)    | 52 : 60 |
| HV Quintus van der Helm 13                  | LK Zug Handball Heinzer 18                            | 150 Zuschauer        | 200 Zuschauer        | 52 : 60 |
| Club Balonmano Atlético Guardés Santiago 13 | JuRo Unirek/VZV M. Kruijer 10                         | 10.12.2022 19:00 Uhr | 11.12.2022 19:00 Uhr | 72 : 39 |
| Club Balonmano Atlético Guardés Santiago 13 | JuRo Unirek/VZV M. Kruijer 10                         | 37 : 22 (22 : 10)    | 35 : 17 (17 : 12)    | 72 : 39 |
| Club Balonmano Atlético Guardés Santiago 13 | JuRo Unirek/VZV M. Kruijer 10                         | 700 Zuschauer        | 600 Zuschauer        | 72 : 39 |
| ÍBV Vestmannaeyja Þrastardóttir 16          | Madeira Andebol SAD Rodrigues 11                      | 03.12.2022 18:00 Uhr | 04.12.2022 18:00 Uhr | 47 : 52 |
| ÍBV Vestmannaeyja Þrastardóttir 16          | Madeira Andebol SAD Rodrigues 11                      | 23 : 30 (11 : 16)    | 24 : 22 (14 : 10)    | 47 : 52 |
| ÍBV Vestmannaeyja Þrastardóttir 16          | Madeira Andebol SAD Rodrigues 11                      | 450 Zuschauer        | 420 Zuschauer        | 47 : 52 |
| IUVENTA Michalovce Popovcová 13             | LUGI HF Bjerre 6                                      | 04.12.2022 16:00 Uhr | 11.12.2022 16:00 Uhr | 59 : 44 |
| IUVENTA Michalovce Popovcová 13             | LUGI HF Bjerre 6                                      | 33 : 25 (17 : 09)    | 26 : 19 (10 : 11)    | 59 : 44 |
| IUVENTA Michalovce Popovcová 13             | LUGI HF Bjerre 6                                      | 700 Zuschauer        | 215 Zuschauer        | 59 : 44 |
| KPR Gminy Kobierzyce Wiertelak 11           | AC PAOK Grbavčević, Borizovska, Buratto Brocardo je 8 | 03.12.2022 17:00 Uhr | 10.12.2022 15:00 Uhr | 54 : 46 |
| KPR Gminy Kobierzyce Wiertelak 11           | AC PAOK Grbavčević, Borizovska, Buratto Brocardo je 8 | 26 : 23 (11 : 12)    | 28 : 23 (17 : 13)    | 54 : 46 |
| KPR Gminy Kobierzyce Wiertelak 11           | AC PAOK Grbavčević, Borizovska, Buratto Brocardo je 8 | 450 Zuschauer        | 200 Zuschauer        | 54 : 46 |
| Ankara Yenimahalle BSK Kaya 13              | Házená Kynžvart Patrnčiaková 13                       | 03.12.2022 15:00 Uhr | 10.12.2022 16:00 Uhr | 58 : 62 |
| Ankara Yenimahalle BSK Kaya 13              | Házená Kynžvart Patrnčiaková 13                       | 29 : 35 (11 : 15)    | 29 : 27 (16 : 12)    | 58 : 62 |
| Ankara Yenimahalle BSK Kaya 13              | Házená Kynžvart Patrnčiaková 13                       | 500 Zuschauer        | 250 Zuschauer        | 58 : 62 |
| ŽRK Borac Railić 15                         | Benfica Lissabon Sequeira 13                          | 04.12.2022 17:00 Uhr | 11.12.2022 18:00 Uhr | 46 : 84 |
| ŽRK Borac Railić 15                         | Benfica Lissabon Sequeira 13                          | 22 : 34 (10 : 18)    | 24 : 50 (11 : 26)    | 46 : 84 |
| ŽRK Borac Railić 15                         | Benfica Lissabon Sequeira 13                          | 4000 Zuschauer       | 250 Zuschauer        | 46 : 84 |
| WAT Atzgersdorf Tesche 12                   | BM Gijón Valdivia 14                                  | 03.12.2022 18:00 Uhr | 11.12.2022 13:00 Uhr | 40 : 67 |
| WAT Atzgersdorf Tesche 12                   | BM Gijón Valdivia 14                                  | 18 : 33 (07 : 17)    | 22 : 34 (11 : 18)    | 40 : 67 |
| WAT Atzgersdorf Tesche 12                   | BM Gijón Valdivia 14                                  | 300 Zuschauer        | 400 Zuschauer        | 40 : 67 |
| Alavarium/Love Tiles Justino 19             | Eurobud JKS Jarosław Gliwińska 13                     | 02.12.2022 18:30 Uhr | 03.12.2022 18:30 Uhr | 47 : 80 |
| Alavarium/Love Tiles Justino 19             | Eurobud JKS Jarosław Gliwińska 13                     | 26 : 36 (13 : 17)    | 21 : 44 (11 : 22)    | 47 : 80 |
| Alavarium/Love Tiles Justino 19             | Eurobud JKS Jarosław Gliwińska 13                     | 350 Zuschauer        | 262 Zuschauer        | 47 : 80 |
| HK Halytschanka Lwiw Dmytryschyn 13         | Antalya Konyaaltı BSK Premović, Şahin je 12           | 03.12.2022 14:00 Uhr | 04.12.2022 14:00 Uhr | 54 : 60 |
| HK Halytschanka Lwiw Dmytryschyn 13         | Antalya Konyaaltı BSK Premović, Şahin je 12           | 26 : 30 (10 : 14)    | 28 : 30 (16 : 14)    | 54 : 60 |
| HK Halytschanka Lwiw Dmytryschyn 13         | Antalya Konyaaltı BSK Premović, Şahin je 12           | 1150 Zuschauer       | 1500 Zuschauer       | 54 : 60 |
| İzmir BSB SK Kıcıroğlu 18                   | ADA de São Pedro do Sul Guimarães Barbosa 16          | 02.12.2022 14:30 Uhr | 04.12.2022 14:30 Uhr | 59 : 52 |
| İzmir BSB SK Kıcıroğlu 18                   | ADA de São Pedro do Sul Guimarães Barbosa 16          | 30 : 25 (16 : 13)    | 29 : 27 (14 : 13)    | 59 : 52 |
| İzmir BSB SK Kıcıroğlu 18                   | ADA de São Pedro do Sul Guimarães Barbosa 16          | 200 Zuschauer        | 400 Zuschauer        | 59 : 52 |

## Achtelfinale
Am Achtelfinale nahmen 16 Mannschaften teil. Die Gewinner wurden in einem Hin- und Rückspiel ermittelt.

### Qualifizierte Teams
| - Házená Kynžvart - CB Elche - Club Balonmano Atlético Guardés - BM Gijón - H71 - Maccabi Arazim Ramat gan - ŽRK Gjorče Petrov - Eurobud JKS Jarosław | - KPR Gminy Kobierzyce - Benfica Lissabon - Madeira Andebol SAD - ŽORK Jagodina - IUVENTA Michalovce - LK Zug Handball - Antalya Konyaaltı BSK - İzmir BSB SK |

### Ausgeloste Spiele und Ergebnisse
| Mannschaft 1                               | Mannschaft 2                                     | Hinspiel             | Rückspiel            | Gesamt  |
| ------------------------------------------ | ------------------------------------------------ | -------------------- | -------------------- | ------- |
| H71 Mittún 15                              | Club Balonmano Atlético Guardés Santiago 21      | 14.01.2023 19:00 Uhr | 15.01.2023 19:00 Uhr | 57 : 62 |
| H71 Mittún 15                              | Club Balonmano Atlético Guardés Santiago 21      | 31 : 34 (12 : 17)    | 26 : 28 (12 : 13)    | 57 : 62 |
| H71 Mittún 15                              | Club Balonmano Atlético Guardés Santiago 21      | 700 Zuschauer        | 750 Zuschauer        | 57 : 62 |
| Antalya Konyaaltı BSK Şahin 16             | Benfica Lissabon Borschtschenko 17               | 07.01.2023 17:30 Uhr | 15.01.2023 16:30 Uhr | 68 : 67 |
| Antalya Konyaaltı BSK Şahin 16             | Benfica Lissabon Borschtschenko 17               | 35 : 35 (17 : 15)    | 33 : 32 (16 : 18)    | 68 : 67 |
| Antalya Konyaaltı BSK Şahin 16             | Benfica Lissabon Borschtschenko 17               | 500 Zuschauer        | 883 Zuschauer        | 68 : 67 |
| Házená Kynžvart Dresslerová, Königová je 8 | BM Gijón Palomo Pineda 9                         | 08.01.2023 17:00 Uhr | 14.01.2023 20:00 Uhr | 47 : 61 |
| Házená Kynžvart Dresslerová, Königová je 8 | BM Gijón Palomo Pineda 9                         | 24 : 26 (12 : 10)    | 23 : 35 (10 : 19)    | 47 : 61 |
| Házená Kynžvart Dresslerová, Königová je 8 | BM Gijón Palomo Pineda 9                         | 500 Zuschauer        | 600 Zuschauer        | 47 : 61 |
| LK Zug Handball Heinzer 7                  | Madeira Andebol SAD Duarte 9                     | 13.01.2023 20:30 Uhr | 14.01.2023 19:00 Uhr | 43 : 52 |
| LK Zug Handball Heinzer 7                  | Madeira Andebol SAD Duarte 9                     | 21 : 28 (11 : 13)    | 22 : 24 (13 : 14)    | 43 : 52 |
| LK Zug Handball Heinzer 7                  | Madeira Andebol SAD Duarte 9                     | 600 Zuschauer        | 700 Zuschauer        | 43 : 52 |
| CB Elche Guilabert Navarro 11              | ŽORK Jagodina Kojčić 12                          | 08.01.2023 18:00 Uhr | 14.01.2023 19:00 Uhr | 58 : 42 |
| CB Elche Guilabert Navarro 11              | ŽORK Jagodina Kojčić 12                          | 31 : 19 (16 : 11)    | 27 : 23 (13 : 09)    | 58 : 42 |
| CB Elche Guilabert Navarro 11              | ŽORK Jagodina Kojčić 12                          | 605 Zuschauer        | 500 Zuschauer        | 58 : 42 |
| Eurobud JKS Jarosław Trawczyńska 13        | ŽRK Gjorče Petrov Nikolik 15                     | 13.01.2023 18:00 Uhr | 14.01.2023 18:00 Uhr | 56 : 49 |
| Eurobud JKS Jarosław Trawczyńska 13        | ŽRK Gjorče Petrov Nikolik 15                     | 26 : 27 (14 : 14)    | 30 : 22 (12 : 07)    | 56 : 49 |
| Eurobud JKS Jarosław Trawczyńska 13        | ŽRK Gjorče Petrov Nikolik 15                     | 150 Zuschauer        | 150 Zuschauer        | 56 : 49 |
| KPR Gminy Kobierzyce Schupyk 8             | IUVENTA Michalovce Dvorščáková 12                | 07.01.2023 16:00 Uhr | 14.01.2023 18:00 Uhr | 45 : 47 |
| KPR Gminy Kobierzyce Schupyk 8             | IUVENTA Michalovce Dvorščáková 12                | 20 : 22 (09 : 11)    | 25 : 25 (11 : 12)    | 45 : 47 |
| KPR Gminy Kobierzyce Schupyk 8             | IUVENTA Michalovce Dvorščáková 12                | 650 Zuschauer        | 1500 Zuschauer       | 45 : 47 |
| İzmir BSB SK Sözmen 13                     | Maccabi Arazim Ramat gan Tasić, Chawronina je 11 | 07.01.2023 14:30 Uhr | 14.01.2023 18:00 Uhr | 60 : 52 |
| İzmir BSB SK Sözmen 13                     | Maccabi Arazim Ramat gan Tasić, Chawronina je 11 | 27 : 20 (13 : 10)    | 33 : 32 (14 : 15)    | 60 : 52 |
| İzmir BSB SK Sözmen 13                     | Maccabi Arazim Ramat gan Tasić, Chawronina je 11 | 555 Zuschauer        | 250 Zuschauer        | 60 : 52 |

## Viertelfinale
Am Viertelfinale nahmen acht Mannschaften teil. Die Gewinner wurden in einem Hin- und Rückspiel ermittelt.

### Qualifizierte Teams
| - CB Elche - Club Balonmano Atlético Guardés - BM Gijón - Eurobud JKS Jarosław | - Madeira Andebol SAD - IUVENTA Michalovce - Antalya Konyaaltı BSK - İzmir BSB SK |

### Ausgeloste Spiele und Ergebnisse
| Mannschaft 1                     | Mannschaft 2                                | Hinspiel              | Rückspiel             | Gesamt  |
| -------------------------------- | ------------------------------------------- | --------------------- | --------------------- | ------- |
| Madeira Andebol SAD N. Duarte 12 | Club Balonmano Atlético Guardés Santiago 13 | 11.02.2023 18:00 Uhr  | 19.02.2023 17:00 Uhr  | 50 : 51 |
| Madeira Andebol SAD N. Duarte 12 | Club Balonmano Atlético Guardés Santiago 13 | 26 : 30 (11 : 14)     | 24 : 21 (09 : 07)     | 50 : 51 |
| Madeira Andebol SAD N. Duarte 12 | Club Balonmano Atlético Guardés Santiago 13 | 650 Zuschauer         | 672 Zuschauer         | 50 : 51 |
| CB Elche So Delgado 13           | BM Gijón Arroyo Pimienta 9                  | 12.02.2023 12:00 Uhr  | 18.02.2023 19:30 Uhr  | 49 : 40 |
| CB Elche So Delgado 13           | BM Gijón Arroyo Pimienta 9                  | 25 : 20 (07 : 09)     | 24 : 20 (10 : 08)     | 49 : 40 |
| CB Elche So Delgado 13           | BM Gijón Arroyo Pimienta 9                  | 1500 Zuschauer        | 800 Zuschauer         | 49 : 40 |
| IUVENTA Michalovce Popovcová 13  | Eurobud JKS Jarosław Trawczyńska 13         | 11.02.2023 16:00 Uhr  | 18.02.2023 17:00 Uhr  | 62 : 54 |
| IUVENTA Michalovce Popovcová 13  | Eurobud JKS Jarosław Trawczyńska 13         | 37 : 25 (20 : 09)     | 25 : 29 (08 : 16)     | 62 : 54 |
| IUVENTA Michalovce Popovcová 13  | Eurobud JKS Jarosław Trawczyńska 13         | 1503 Zuschauer        | 580 Zuschauer         | 62 : 54 |
| Antalya Konyaaltı BSK Şahin 13   | İzmir BSB SK Sözmen 15                      | 01.03.2023 *14:00 Uhr | 05.03.2023 *14:30 Uhr | 75 : 61 |
| Antalya Konyaaltı BSK Şahin 13   | İzmir BSB SK Sözmen 15                      | 39 : 28 (21 : 13)     | 36 : 33 (20 : 18)     | 75 : 61 |
| Antalya Konyaaltı BSK Şahin 13   | İzmir BSB SK Sözmen 15                      | 450 Zuschauer         | 800 Zuschauer         | 75 : 61 |

- Die Spiele der zwei türkischen Vereine waren nach dem Erdbeben in der Türkei und Syrien 2023 verlegt worden.[1]

## Halbfinale
Am Halbfinale nahmen vier Mannschaften teil. Die Gewinner wurden in einem Hin- und Rückspiel ermittelt.

### Qualifizierte Teams
| - CB Elche - Club Balonmano Atlético Guardés | - IUVENTA Michalovce - Antalya Konyaaltı BSK |

### Ausgeloste Spiele und Ergebnisse
| Mannschaft 1                     | Mannschaft 2                                    | Hinspiel             | Rückspiel            | Gesamt  |
| -------------------------------- | ----------------------------------------------- | -------------------- | -------------------- | ------- |
| Antalya Konyaaltı BSK Ichnewa 14 | IUVENTA Michalovce Popovcová 14                 | 18.03.2023 14:00 Uhr | 26.03.2023 16:00 Uhr | 58 : 57 |
| Antalya Konyaaltı BSK Ichnewa 14 | IUVENTA Michalovce Popovcová 14                 | 31 : 24 (15 : 14)    | 27 : 33 (13 : 16)    | 58 : 57 |
| Antalya Konyaaltı BSK Ichnewa 14 | IUVENTA Michalovce Popovcová 14                 | 600 Zuschauer        | 800 Zuschauer        | 58 : 57 |
| CB Elche Bernabé Cobos 8         | Club Balonmano Atlético Guardés Da Silva Lima 9 | 19.03.2023 12:00 Uhr | 25.03.2023 19:30 Uhr | 40 : 45 |
| CB Elche Bernabé Cobos 8         | Club Balonmano Atlético Guardés Da Silva Lima 9 | 22 : 23 (12 : 12)    | 18 : 22 (10 : 11)    | 40 : 45 |
| CB Elche Bernabé Cobos 8         | Club Balonmano Atlético Guardés Da Silva Lima 9 | 2050 Zuschauer       | 1000 Zuschauer       | 40 : 45 |

## Finale
Es nahmen die zwei Sieger aus dem Halbfinale teil. Das Hinspiel fand am 30. April 2023 statt. Das Rückspiel fand am 7. Mai 2023 statt.
| Mannschaft 1                                | Mannschaft 2                      | Hinspiel           | Rückspiel          | Gesamt  |
| ------------------------------------------- | --------------------------------- | ------------------ | ------------------ | ------- |
| Club Balonmano Atlético Guardés Santiago 15 | Antalya Konyaaltı BSK Premović 14 | 30.04.23 20:00 Uhr | 07.05.23 19:00 Uhr | 43 : 50 |
| Club Balonmano Atlético Guardés Santiago 15 | Antalya Konyaaltı BSK Premović 14 | 23 : 17 (15 : 10)  | 20 : 33 (07 : 16)  | 43 : 50 |
| Club Balonmano Atlético Guardés Santiago 15 | Antalya Konyaaltı BSK Premović 14 | 776 Zuschauer      | 6200 Zuschauer     | 43 : 50 |

### Hinspiel
Club Balonmano Atlético Guardés - Antalya Konyaaltı BSK  23 : 17 (15 : 10)
30. April 2023 in Pontevedra, Pabellón Municipal de A Sangriña, 776 Zuschauer.
Club Balonmano Atlético Guardés: Carratú, Sempere Agulló – Santiago (7), Da Silva Lima (6), Fernández  (4), Amores Arcos (2), Moreno Lahora (2), Menéndez (1), Cifuentes Bermejo (1), Sempere Herrera, Calzado de Toro, Silva , Descalzo Pérez  , López Garrido, Gómez Suau, Sancha González
Antalya Konyaaltı BSK: Mben, Bembeyaz, İmamoğlu Öcal – Premović  (5), Ichnewa  (5), Sannikowa (3), Gakidova  (2), Aydın (2), Türkyılmaz, Akalın, Janeska, Bozdoğan , Öztürk, Aydemir, Şahin, Çetin 
Schiedsrichter: Elena Pobedryna, Maryna Duplyj,  Ukraine

### Rückspiel
Antalya Konyaaltı BSK - Club Balonmano Atlético Guardés  33 : 20 (16 : 7)
7. Mai 2023 in Antalya, Dilek Sabancı Spor Salonu, 6200 Zuschauer.
Antalya Konyaaltı BSK: Mben, Bembeyaz, İmamoğlu Öcal – Premović (9), Bozdoğan (6), Ichnewa  (5), Gakidova   (4), Akalın (2), Janeska (2), Aydemir (2), Sannikowa (2), Aydın (1), Türkyılmaz, Şahin, Çetin, Magba
Club Balonmano Atlético Guardés: Carratú, Sempere Agulló – Santiago (8), Calzado de Toro (3), Da Silva Lima  (2), Amores Arcos (2), Sempere Herrera  (1), Silva (1), Cifuentes Bermejo  (1), López Garrido (1), Moreno Lahora (1), Menéndez, Fernández, Descalzo Pérez, Gómez Suau , Sancha González
Schiedsrichter: Marija Ilieva, Silvana Karbeska,  Nordmazedonien

## Statistiken

### Torschützenliste
Die Torschützenliste zeigt die drei besten Torschützinnen des EHF European Cups 2022/23.
Zu sehen sind die Nation der Spielerin, der Name, die Position, der Verein, die gespielten Spiele, die Tore und die Ø-Tore.
| Pl. | Nation   | Spieler           | Pos. | Verein                          | Sp. | Tore | Ø    |
| --- | -------- | ----------------- | ---- | ------------------------------- | --- | ---- | ---- |
| 1.  | Portugal | Sandra Santiago   | (RL) | Club Balonmano Atlético Guardés | 10  | 69   | 6,90 |
| 2.  | Russland | Alena Ichnewa     | (RL) | Antalya Konyaaltı BSK           | 10  | 56   | 5,60 |
| 3.  | Slowakei | Martina Popovcová | (LA) | IUVENTA Michalovce              | 10  | 55   | 5,50 |